# Cantón de Monestier-de-Clermont
El cantón de Monestier-de-Clermont era una división administrativa francesa, que estaba situada en el departamento de Isère y la región de Ródano-Alpes.

## Composición
El cantón estaba formado por doce comunas:
- Avignonet
- Château-Bernard
- Gresse-en-Vercors
- Miribel-Lanchâtre
- Monestier-de-Clermont
- Roissard
- Saint-Andéol
- Saint-Guillaume
- Saint-Martin-de-la-Cluze
- Saint-Paul-lès-Monestier
- Sinard
- Treffort

## Supresión del cantón de Monestier-de-Clermont
En aplicación del Decreto n.º 2014-180 de 18 de febrero de 2014, el cantón de Monestier-de-Clermont fue suprimido el 22 de marzo de 2015 y sus 12 comunas pasaron a formar parte del nuevo cantón de Matheysine-Trièves.